# Challenger Series - Indian Wells
Le Challenger Series - Indian Wells, note come Oracle Challenger Series - Indian Wells per motivi di sponsorizzazione, sono state un torneo professionistico di tennis giocati sul cemento dell'Indian Wells Tennis Garden di Indian Wells negli Stati Uniti dal 2018. Facevano parte delle categorie WTA 125s femminile e ATP Challenger Tour maschile.
Si svolgevano abitualmente la settimana prima dell'Indian Wells Open, che si teneva nello stesso impianto. I due tennisti e le due tenniste statunitensi che accumulano il maggior numero di punti in singolare e in doppio durante le Oracle Changeller Series ricevevano una wild card per i tabelloni principali in singolare dell'Indian Wells Open.

## Albo d'oro

### Maschile

#### Singolare
| Anno | Campione      | Finalista     | Punteggio |
| ---- | ------------- | ------------- | --------- |
| 2020 | Steve Johnson | Jack Sock     | 6–4, 6–4  |
| 2019 | Kyle Edmund   | Andrey Rublev | 6–3, 6–2  |
| 2018 | Martin Kližan | Darian King   | 6–3, 6–3  |

#### Doppio
| Anno | Campioni                         | Finalisti                        | Punteggio           |
| ---- | -------------------------------- | -------------------------------- | ------------------- |
| 2020 | Denis Kudla Thai-Son Kwiatkowski | Sebastian Korda Mitchell Krueger | 6–3, 2–6, [10–6]    |
| 2019 | JC Aragone Marcos Giron          | Darian King Hunter Reese         | 6–4, 6–4            |
| 2018 | Austin Krajicek Jackson Withrow  | Evan King Nathan Pasha           | 6(3)–7, 6–1, [11–9] |

### Femminile

#### Singolare
| Anno | Categoria | Campionessa        | Finalista           | Punteggio     |
| ---- | --------- | ------------------ | ------------------- | ------------- |
| 2018 | WTA 125   | Sara Errani        | Kateryna Bondarenko | 6–4, 6–2      |
| 2019 | WTA 125   | Viktorija Golubic  | Jennifer Brady      | 3–6, 7–5, 6–3 |
| 2020 | WTA 125   | Irina-Camelia Begu | Misaki Doi          | 6–3, 6–3      |

#### Doppio
| Anno | Categoria | Campionesse                          | Finaliste                        | Punteggio   |
| ---- | --------- | ------------------------------------ | -------------------------------- | ----------- |
| 2018 | WTA 125   | Taylor Townsend (1) Yanina Wickmayer | Jennifer Brady Vania King        | 6–4, 6–4    |
| 2019 | WTA 125   | Kristýna Plíšková Evgenija Rodina    | Taylor Townsend Yanina Wickmayer | 7–6(7), 6–4 |
| 2020 | WTA 125   | Asia Muhammad Taylor Townsend (2)    | Caty McNally Jessica Pegula      | 6–4, 6–4    |